# Estación de Cortes de la Frontera
Cortes de la Frontera es una estación de ferrocarril situada en la localidad de Cañada del Real Tesoro, perteneciente al municipio de Cortes de la Frontera, en la provincia de Málaga, comunidad autónoma de Andalucía. Cuenta con servicios de media distancia operados por Renfe.

## Situación ferroviaria
Las instalaciones ferroviarias se encuentran situadas en el punto kilométrico 109,0 de la línea férrea de ancho ibérico que une Bobadilla con Algeciras, a 358 metros de altitud sobre el nivel del mar, entre las estaciones de Jimera de Líbar y de Gaucín. El tramo es de via única y está sin electrificar.

## Historia
La estación fue puesta en servicio el 24 de noviembre de 1892 con la apertura del tramo Ronda-Jimena de la Frontera de la línea férrea que pretendía unir Bobadilla con Algeciras. Las obras corrieron a cargo de la compañía inglesa The Algeciras-Gibraltar Railway Cº. El 1 de octubre de 1913, la concesión de la línea fue traspasada a la Compañía de los Ferrocarriles Andaluces que la gestionó hasta que en 1941 se produjo la nacionalización del ferrocarril en España y se creó RENFE.
Desde el 31 de diciembre de 2004 Adif es la titular de las instalaciones ferroviarias.

## Servicios ferroviarios

### Media Distancia
Gracias a su línea 70 Renfe enlaza la estación con Algeciras, Ronda y Antequera-Santa Ana.
| Línea MD | Trenes | Origen/Destino            |  | Destino/Origen |
| -------- | ------ | ------------------------- |  | -------------- |
| 70       | MD     | Antequera-Santa Ana Ronda |  | Algeciras      |